# Star Z-70
Фирма «Стар Бонифацио Эчеверриа» начала создавать пистолеты-пулемёты с серии SI-35, которая была изготовлена в 1935 году. Все модели оружия были выполнены по схемам, созданным самой компанией. Модель Z-45 1944 года, разработана на основе немецкого МР-40. Серия Z-62 1960 года имела две модификации: одна под патрон 9×19 мм Парабеллум, другая под патрон 9×23 мм Ларго. У модели Z-62 были проблемы с ударно-спусковым механизмом. В результате этого в 1971 году на вооружение поступил Star Z-70.
Этот пистолет-пулемёт оснащён цилиндрической ствольной коробкой и перфорированным кожухом ствола, как у Стерлинга. Приклад с упором в задней части складывается вниз и вперёд. Под ствольной коробкой находятся горловина магазина и спусковой механизм. Отличительной чертой Z-70 от Z-62 является наличие переводчика режима стрельбы. Пистолетом-пулемётом Z-70 оснащались вооружённые силы и полиция Испании, позже его заменил Z-84.